# Larksville
Larksville est un borough situé au nord de la partie centrale du comté de Luzerne, en Pennsylvanie, aux États-Unis,. En 2010, il comptait une population de 4 480 habitants, estimée au 1er juillet 2020 à 4 380 habitants. Le borough est incorporé le 10 novembre 1909.

## Démographie
Lors du recensement de 2010, le borough comptait une population de 4 480 habitants. Elle est estimée, en 2020, à 4 380 habitants.

### Source de la traduction
- (en) Cet article est partiellement ou en totalité issu de l’article de Wikipédia en anglais intitulé « Larksville, Pennsylvania » (voir la liste des auteurs).